# Communauté de communes de Gâtine et Choisilles
Die Communauté de communes de Gâtine et Choisilles ist ein ehemaliger französischer Gemeindeverband mit der Rechtsform einer Communauté de communes im Département Indre-et-Loire in der Region Centre-Val de Loire. Sie wurde am 5. Dezember 1999 gegründet und umfasste zehn Gemeinden. Der Verwaltungssitz befand sich im Ort Saint-Antoine-du-Rocher.

## Historische Entwicklung
Mit Wirkung vom 1. Januar 2017 fusionierte der Gemeindeverband mit der Communauté de communes de Racan und bildete so die Nachfolgeorganisation Communauté de communes de Gâtine et Choisilles-Pays de Racan. Gleichzeitig schlossen sich die Gemeinden Beaumont-la-Ronce und Louestault (aus dem anderen Verband) zur Commune nouvelle Beaumont-Louestault zusammen.

## Ehemalige Mitgliedsgemeinden
1. Beaumont-la-Ronce
2. Cerelles
3. Charentilly
4. Neuillé-Pont-Pierre
5. Pernay
6. Rouziers-de-Touraine
7. Saint-Antoine-du-Rocher
8. Saint-Roch
9. Semblançay
10. Sonzay